# تونس في الألعاب البارالمبية الصيفية 1996
شاركت تونس في الألعاب البارالمبية الصيفية بأطلنطا 1996 برياضيين اثنين وهما عبد الجبار ضيف الله، وسام بن بحري، فاز كل منها بميدالية فضية. في حين اكتفت الرياضية مسعودة ثابتية بالمشاركة. أنهت تونس الدورة في المرتبة 54.

## الرياضين المشاركين
شاركت تونس في هذه الدورة ب 2 رياضي ورياضية:
رجال
- عبد الجبار ضيف الله
- وسام بن بحري

نساء
- مسعودة ثابتية

## مواضيع ذات علاقة
- تونس في الألعاب البارالمبية